# Fent a Spitzbergáknál
A Fent a Spitzbergáknál 1978-ban bemutatott színes magyar tévéjáték. Benedek Katalin írásából Zsurzs Éva rendezte, főszereplője Pécsi Ildikó. Elnyerte a Plovdivi Nemzetközi Televíziós Filmfesztivál Bronz Láda (3.) díját.

## Alkotók
- Rendező: Zsurzs Éva
- Írta: Benedek Katalin
- Dramaturg: Litványi Károly
- Operatőr: Lukács Lóránt
- Vágó: Szathmári Piri
- Jelmeztervező: Ján Katalin
- Gyártásvezető: Baji Tibor
- Hangmérnök: Bartos Pál

## Szereplők és szerepek
- Pécsi Ildikó – Kiss Olga taxisofőr; egyedül neveli kisiskolás fiát, Dávidot, aki a nyári szünetben úttörőtáborba utazik
- Csurka László – Olga volt férje, Dávid apja, aki két napot Pesten tölt, de a fiát nem látogatja meg; Olga viszi ki a Keletibe
- Avar István – Angelus Pál műszaki rajzoló, Olga utasa, aki elhagyja a pénztárcáját, majd az igazolványát adja letétbe a fuvardíj rendezéséig; ennek apropóján jönnek össze, rövid ideig együtt járnak, de aztán a férfi lelép, mert Olgáért sem képes lemondani a felesége nyújtotta jólétről
- Csernuss Marianne – Angelus Pálné, gazdag hölgy, aki a pénzével zsarolja a férjét
- Andresz Kati – pincérnő, Olga barátnője
- Mányai Zsuzsa – Zsófia, presszósnő, Olga barátnője, aki őt folyton férjhez akarja adni
- Dzsupin Ibolya – Olga kolléganője
- Koncz Gábor – Kovács, macsó taxiskolléga, aki Olgára hajt
- Benkóczy Zoltán – Vili, Olga éjjeli műszakos váltósofőrje
- Gáti Oszkár – autószerelő a Főtaxi garázsában, Olga kocsijának karbantartója
- Bakó Márta – Olga szomszédasszonya, aki folyton a lakótársait lesi
- Balázsovits Lajos – Olga utasa, aki a családjával lakótelepre költözik
- Csűrös Karola – Olga utasa, aki a családjával a lakótelepre költözik
- Verebes Károly – fuvarozó, Olga utásának költöztetője
- Szilágyi István – úrvezető, aki a Nagymező utcában tilos helyen parkol, akadályozva Olga taxiját, de ráfázik
- Mikó István és Szacsvay László („Brunner”) – kiskatonák, akiket Olga visz ki a Délibe, hogy szabadságukról visszatérjenek a laktanyába (a stáblistán nem szerepelnek)
- Ilosvay Katalin – idősödő asszony, akit Olga a János Kórházból fuvaroz haza
- Őze Lajos – öregedő vőlegény, Olga utasa, aki az esküvőjére siet

További szereplők: Dávid Ági, Horváth Pál, Lengyel Erzsi, Péter Gizi, Magyari Tibor, Székely Dávid, Varga Irén és sokan mások.

## Recenzió
„Mint azt már a Tv-híradó is tudtul adta: ez a tévéjáték nyerte meg az idei plovdivi tévéfesztivál bronzládikó díját. Benedek Katalin hősei köznapi emberek. Olga taxisofőr, magányos, elvált asszony, aki egyedül neveli kisfiát. Naphosszat a volán mellett ül, hallgatja utasai meséit, részt vesz örömükben, gondjukban. A kisfiú minden idejét leköti. Nyár van, s kisfiát, életében először, két hétre elengedi táborozni. Most egy kicsit magára is gondolhat. Kollégája legyeskedését nem veszi komolyan, annál inkább annak a férfinak a közeledését, aki egy napon fizetés nélkül száll ki kocsijából . . . Olga szerepében Pécsi Ildikót látják. A további szereplők: Koncz Gábor, Avar István. Rendező: Zsurzs Éva.”
A film onnan kapta a címét, hogy Olga lakása a nyári melegben is jó hűvös, és Angelus megjegyzi, hogy olyan hideg van benne, mint a Spitzbergákon.

## Díjak
- Plovdivi Nemzetközi Televíziós Filmfesztivál Bronz Láda (3.) díja (1978)